# 1954 års vinter-VM i Sverige
1954 års vinter-VM i Sverige är en svensk dokumentärfilm från 1954. Filmen visar bilder från tävlingarna Världsmästerskapen i nordisk skidsport 1954 och Världsmästerskapet i ishockey för herrar 1954.
Filmen var under en tid försvunnen med återfanns i olika delar i Svenska Filminstitutets filmarkiv och kunde år 2000 åter sammanställas, vilket gjordes av Stefan Sommehag.

### Fotnoter
1. 1 2  ”1954 års vinter-VM i Sverige”. Svensk Filmdatabas. http://sfi.se/sv/svensk-filmdatabas/Item/?itemid=4414&type=MOVIE&iv=Basic&ref=/templates/SwedishFilmSearchResult.aspx?id%3d1225%26epslanguage%3dsv%26searchword%3d1954+%C3%A5rs%26type%3dMovieTitle%26match%3dBegin%26page%3d1%26prom%3dFalse. Läst 10 april 2013.